# 마크 46 어뢰

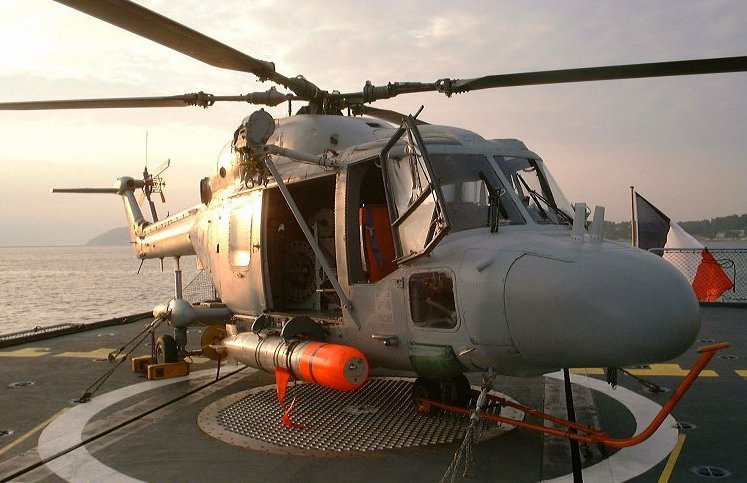
프랑스 해군의 링스 헬기에 장착된 마크 46 어뢰

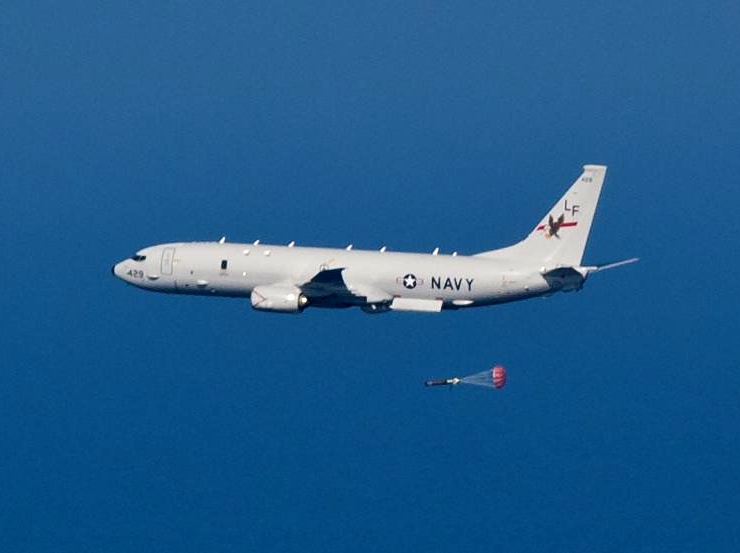
P-8 포세이돈 해상초계기에서 발사중인 마크 46 어뢰

마크 46 어뢰는 미국의 경어뢰이다. 서방국가들 경어뢰의 표준 모델이다.

## 역사
1963년 실전배치되었다. 현재는 모드 5로 개량되었다.
보통 전세계의 구축함에는 3연장 마크 32 어뢰관이 설치되어 있다. 구축함이 보유한 대잠전 헬기가 잠수함을 탐지하면, 구축함이 그 근처로 가서 경어뢰를 발사한다. 대잠전 헬기에서 직접 경어뢰를 발사하기도 한다. 적의 구축함에는 경어뢰 발사관과 비슷하게 생긴 4연장 2기의 하푼 미사일 발사관으로 공격한다.
1993년 RUM-139 VL-ASROC을 실전배치했다. 마크 46 어뢰를 사거리 22 km의 애스록 미사일 안에 장착하여, 구축함의 수직발사대에서 발사한다. 목표지역에 떨어지면 수중에서 분리된 마크 46 어뢰가 잠수함을 공격한다.
1994년 실전배치된 중국의 Yu-7 어뢰는 마크 46 어뢰를 카피한 것으로 알려져 있다.
한국은 2005년 청상어 어뢰를 국산화 하는데 성공했다. 청상어 어뢰를 장착한 홍상어 미사일도 개발해 2012년 실전배치했다.

## 사용국가

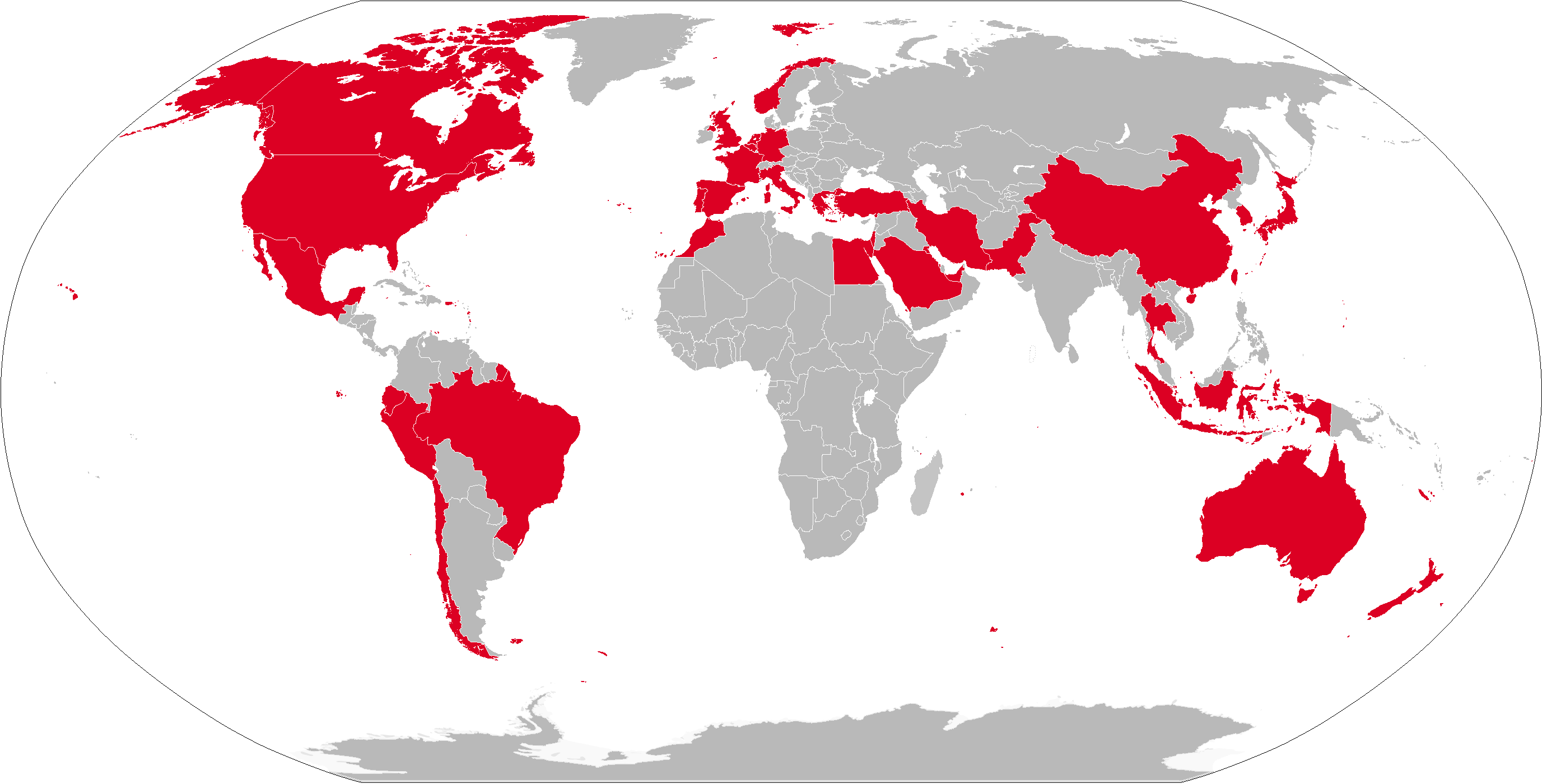
마크 46 경어뢰 사용국가

- 호주
- 바레인
- 벨기에
- 브라질
- 캐나다
- 칠레
- 에콰도르
- 이집트
- 프랑스
- 독일
- 그리스
- 인도네시아
- 이란
- 이스라엘
- 이탈리아
- 일본
- 쿠웨이트
- 멕시코
- 모로코
- 네덜란드
- 뉴질랜드
- 노르웨이
- 파키스탄
- 페루
- 포르투갈
- 사우디아라비아
- 대한민국
- 스페인
- 대만
- 태국
- 튀르키예
- 아랍에미리트
- 영국
- 미국[1]